# Kawasaki Ninja 250R
La Ninja 250R è una motocicletta della casa giapponese Kawasaki, proposta per la prima volta nel 1986 e prodotta in tre serie fino al 2012.
In precedenza è stata anche denominata EX250, ZZR-250, ZX-250, o GPX-250R a seconda delle nazioni e dei periodi, mentre il nome Ninja era riservato ai modelli per il mercato nordamericano, adesso la denominazione Ninja 250R è usata in tutto il mondo.
Benché il nome "ninja" sia stato applicato la prima volta alla ZX-6R- discendente diretta della ZXR750, la ninja 250R ha subito un'evoluzione diversa essendo discendente diretta dalla ZZR 250 e non della ZXR 250. Tale differenza è immediatamente riscontrabile nel motore, quattro cilindri in linea per la ZXR 250 e bicilindrico parallelo per la ZZR250.

## La moto
Questa motocicletta è considerata come la "entry level" della gamma Kawasaki Ninja, perché sono presenti tutte le caratteristiche di una moto da corsa di grande cilindrata e dimensioni in una moto di cilindrata e dimensioni inferiori, in modo da riprendere le linee delle sorelle maggiori Ninja ZX-6R e Ninja ZX-10R. Poiché sviluppi una potenza massima di 24 chilowatt a 11.000 rpm ed è attualmente omologata euro 3, è stata concepita per essere guidata dai 18 anni di età con la patente A2 rientrando nelle normative italiane, e per tutti coloro che non hanno ancora avuto precedenti esperienze di guida con la moto.
I modelli della prima serie, dal 1986 al 1987, sono stati costruiti con motore bicilindrico in linea a quattro tempi raffreddato a liquido, alimentato da un carburatore a depressione per cilindro. Il fatto di avere l'alimentazione a carburatori anziché ad iniezione elettronica, era un modo di evitare l'ingombro di un'eventuale centralina in più.
I modelli della seconda serie, dal 1988 al 2007, si differenziavano dai precedenti perché all'impianto frenante utilizzano le pinze a doppio pistoncino sia anteriormente che posteriormente al posto delle pinze a singolo pistoncino, la sella diventa un unico pezzo, il serbatoio cambia forma, così come le carenature ora munite di feritoie per i radiatori e arriva fino a coprire il motore. La seconda serie in Italia era denominata ZZR-250, ed era molto differente dalla ZXR-250 (mai importata in Italia e decisamente più sportiva).

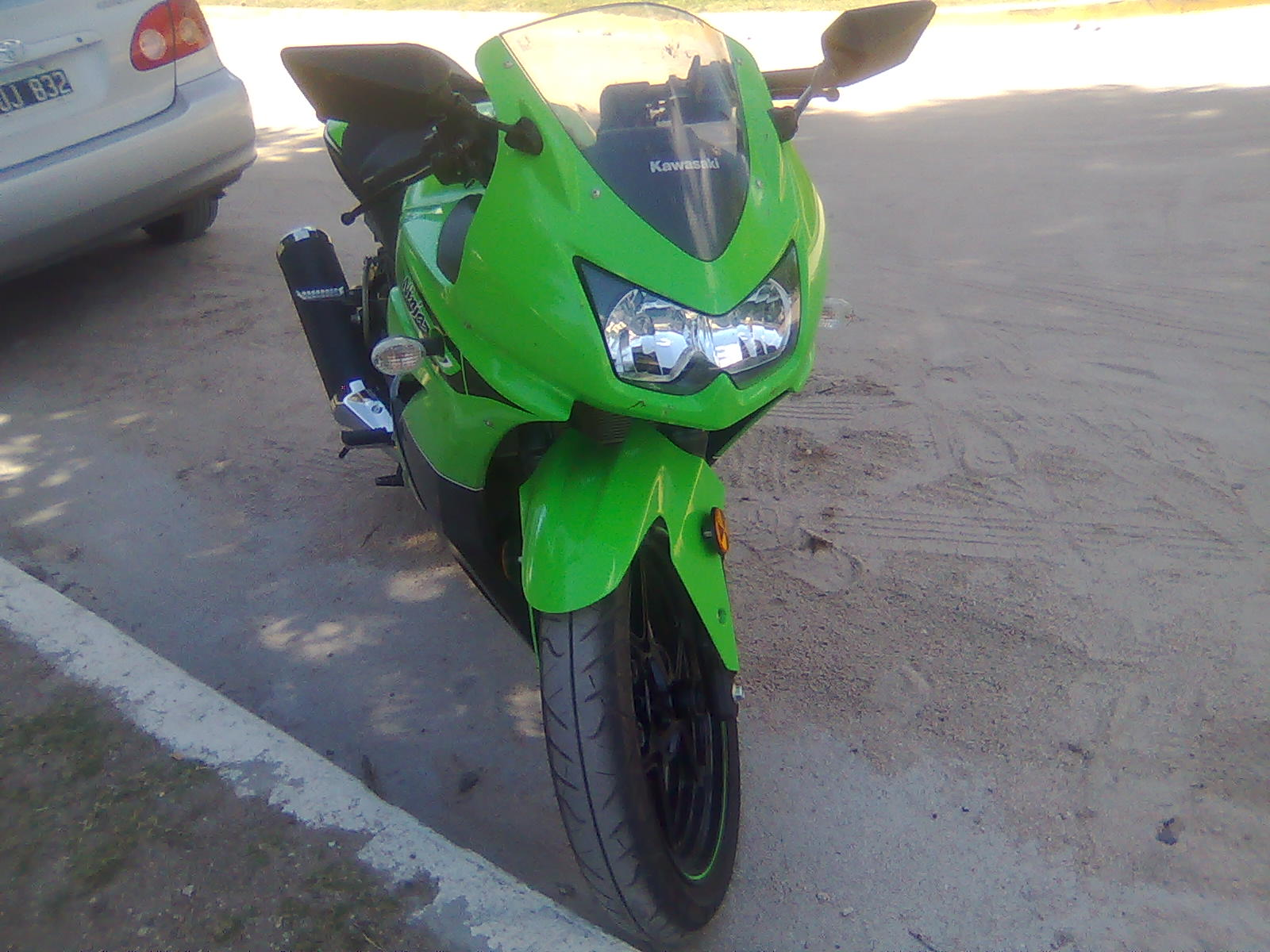
Fronte

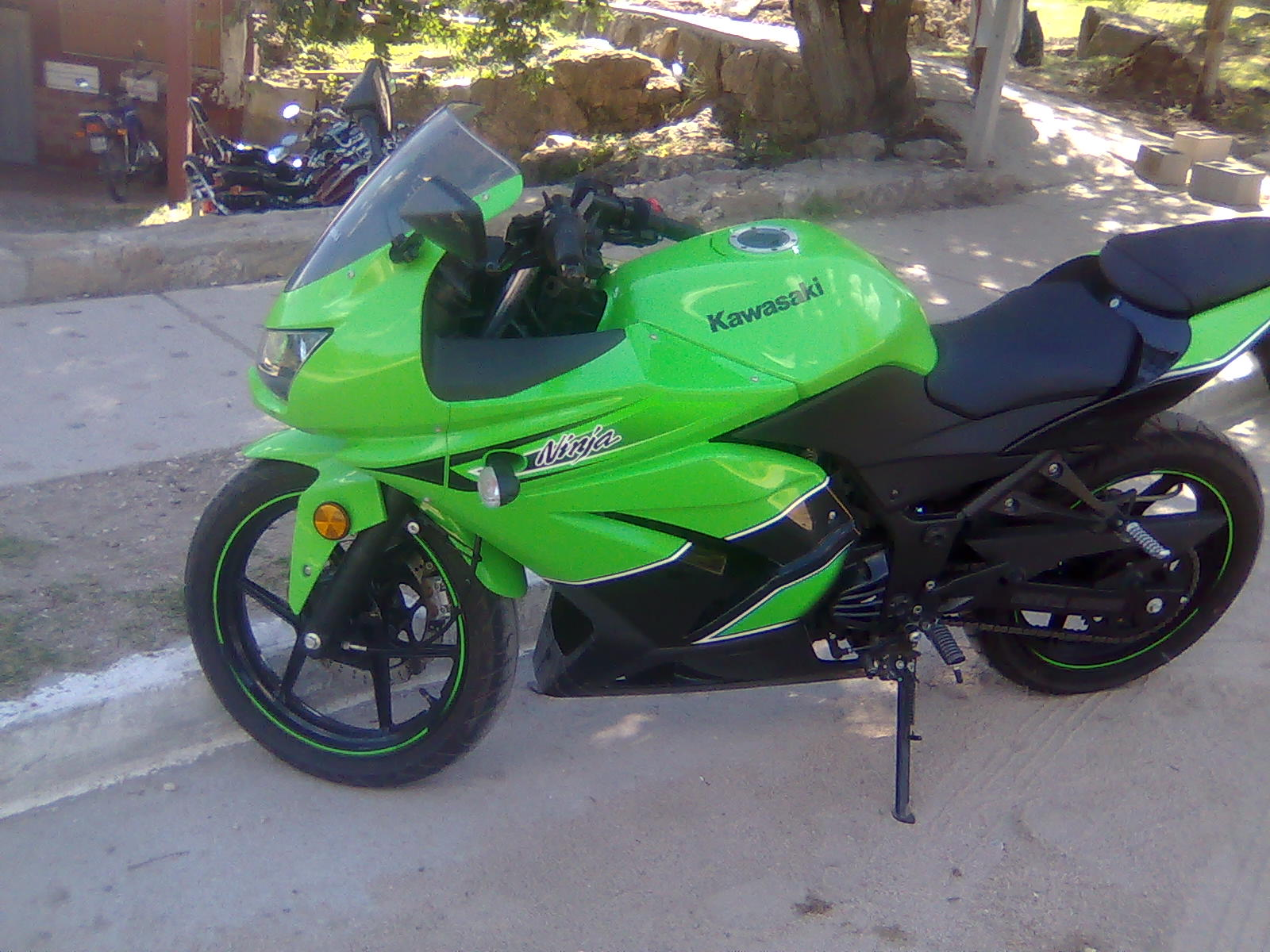
Profilo

I modelli della terza e ultima serie per il mercato europeo, dal 2008, hanno una nuova carena aerodinamica, i freni hanno il disco a "margherita", l'alimentazione è a iniezione elettronica e lo scarico è dotato di un convertitore catalitico adeguato alle normative Euro 3. Il cruscotto può essere di due tipi a seconda della nazionalità: uno è in versione km/h e possiede l'indicatore della temperatura del liquido di raffreddamento con accanto solo la spia della riserva di carburante, l'altro tipo, in versione mph, ha l'indicatore del livello di carburante con accanto solo la spia della temperatura del liquido di raffreddamento eccessiva. A differenza di molti motocicli suoi contemporanei, la Ninja 250R è una tra i pochi ad avere una strumentazione elettronica a indicatori analogici anziché digitali, e non possiede il comando del lampeggio.

I colori principali sono due, più un terzo ad "edizione limitata" a seconda dell'anno di produzione.

Esclusi dal prezzo della moto sono disponibili oggetti optional e omologati, tra cui un coprisella posteriore, un parabrezza fumé, un set di frecce a punta, adesivi vari e scarichi LeoVince di serie; oltre l'estetica è stato pensato anche un sistema elettronico antifurto e due protezioni in plastica gommata per proteggere la carenatura in caso di caduta da fermo.
Da gennaio 2013 questa moto è uscita di produzione dai mercati europei e americani, rimanendo in produzione solo per alcuni paesi asiatici, sostituita dalla Kawasaki Ninja 300, in seguito al cambiamento delle normative sulla patente di guida.
La quarta serie prende il nome di "Ninja 250SL" e di "Ninja RR" (monoposto) prodotta dal 2014 è caratterizzata da modelli più leggeri e tecnicamente più semplici, tale serie non ha sostituito la precedente, ma in alcuni casi ha accompagnato la precedente, è caratterizzata da un motore monocilindrico da 27,6 CV (4 in meno rispetto alla precedente) e da un peso ridotto di 151 kg, 152 con l'ABS

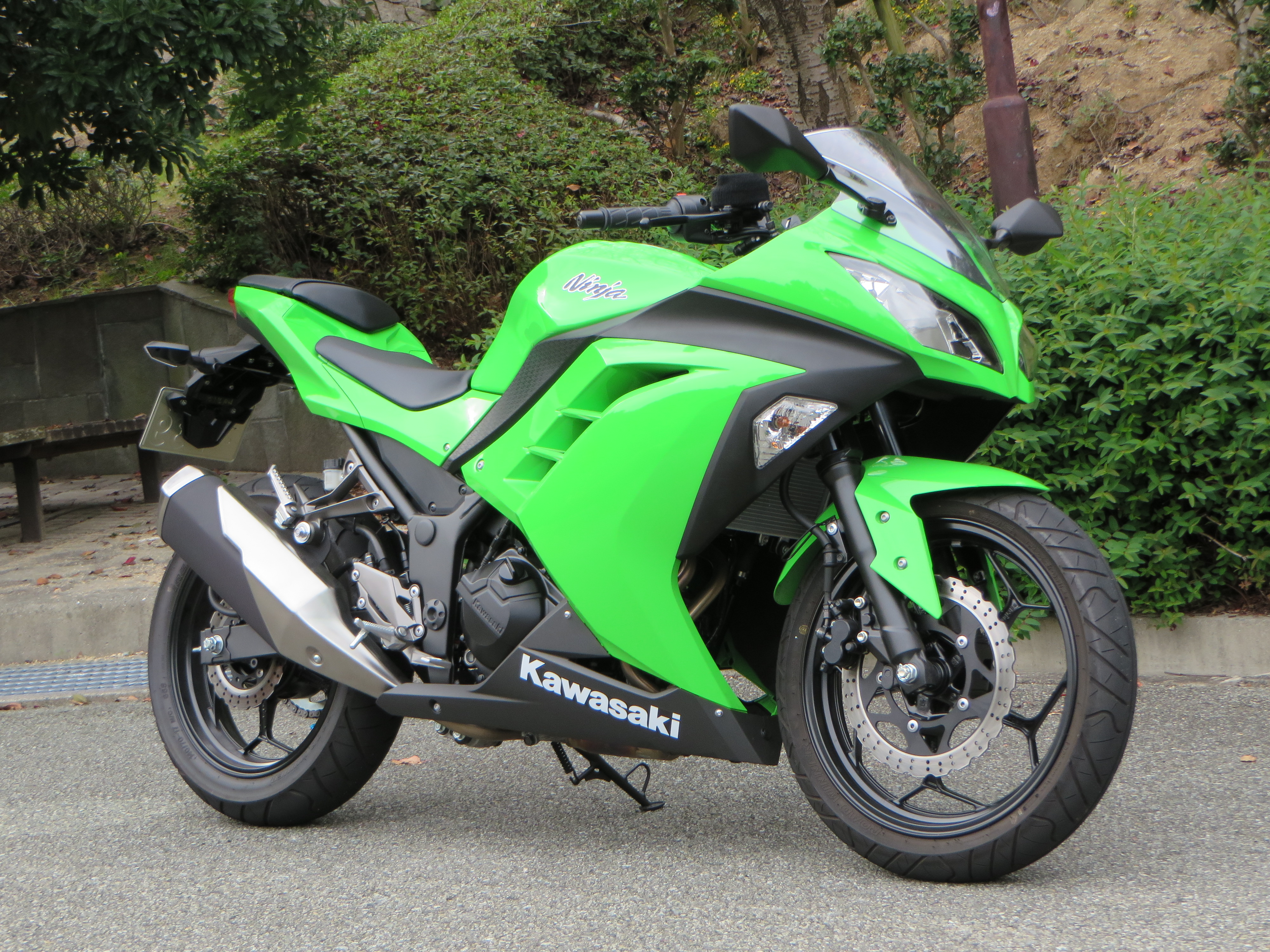
Kawasaki Ninja 250 2013

La quinta serie prodotta dal 2013 ha una nuova carrozzeria, con proiettori sdoppiati, una strumentazione digitale, nuove ruote con uno pneumatico posteriore più largo di 140 mm (5,5 pollici) e un motore rivisto e uno scarico nuovo, l'ABS è disponibile come opzional.
La sesta serie prodotta dal 2018, con linee che riprendono la nuova kawasaki Ninja 400.

## Colorazioni della III serie
- 2008: nero "ebony", verde "lime green"
- 2009: nero "metallic diablo black", verde "lime green", verde e nero con striscia bianca "special edition"
- 2010: nero "ebony", verde "lime green"
- 2011: bianco "pearl white", nero "ebony", verde e nero con striscia dorata "special edition"
- 2012: nero "ebony", verde "lime green"